# KOMBI
Kombi (стилізована назва KOMBI) – польський музичний гурт, заснований Славоміром Лосовским у 1969 році. Початково група називалась Акценти (Akcenty), в 1976 році перейменована у Kombi. Назва групи походить від КОМБІнування різних музичних стилів.
На початку своєї діяльності гурт виконував музику з меж стилів джаз-рок, ф’южн, рок. Наприкінці 70-х років ХХ сторіччя група позиціонувалась як стандартний гурт Музики Молодого Покоління. Від початку 80-х років викристалізувався відомий і досьогодні стиль Kombi, який характеризується провідною роллю клавішних інструментів.
Музика гурту наближена до стилів електро-рок і синт поп. Kombi був одним із найпопулярніших гуртів десятиріччя 80-х. Характерною особливістю групи є те, що музиканти виконують не лише пісні, а й багато інструментальних творів.
Найпопулярнішими піснями гурту вважаються „Słodkiego miłego życia [Архівовано 26 січня 2021 у Wayback Machine.]”, „Black and White [Архівовано 14 березня 2021 у Wayback Machine.]”, „Hotel twoich snów”, „Jej wspomnienie”, „Kochać cię – za późno [Архівовано 1 серпня 2021 у Wayback Machine.]”, „Królowie życia [Архівовано 6 березня 2020 у Wayback Machine.]”, „Linia życia”, „Nie ma zysku [Архівовано 8 січня 2021 у Wayback Machine.]”, „Nasze rendez - vous [Архівовано 27 січня 2021 у Wayback Machine.]”, „Przytul mnie [Архівовано 23 листопада 2020 у Wayback Machine.]”,  „Za ciosem cios [Архівовано 17 лютого 2021 у Wayback Machine.]”.
Найпопулярніші інструментальні композиції групи то „Taniec w słońcu [Архівовано 17 лютого 2021 у Wayback Machine.]”, „Wspomnienia z pleneru [Архівовано 17 лютого 2021 у Wayback Machine.]”, „Zaczarowane miasto [Архівовано 19 лютого 2021 у Wayback Machine.]”, „Cyfrowa gra”, „Komputerowe serce”, „Bez ograniczeń [Архівовано 6 грудня 2020 у Wayback Machine.]”.

## Історія

### Утворення гурту, діяльність під назвою Akcenty (1969–1976)

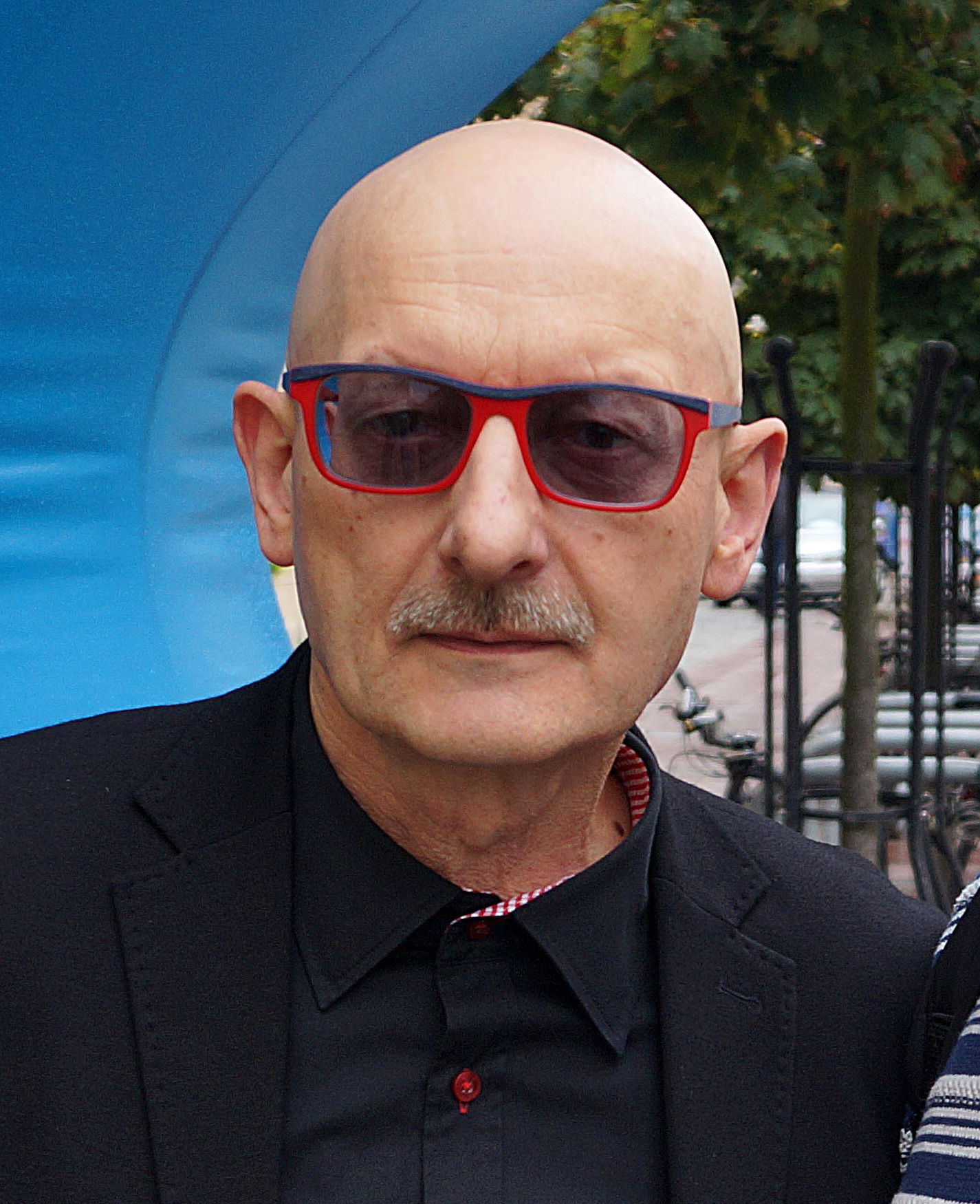
Славомір Лосовський

В 1969 році Славоміром Лосовський (Sławomir Łosowski) як авторський музичний проєкт був створений гурт Akcenty. Свою творчу діяльність група почала з виступів у молодіжних та студентських клубах Труймяста (Ґданьск, Ґдиня, Сопот), граючи твори таких музикантів, як The Animals чи Jimi Hendrix. Від 1971 року Акценти займали свою нішу серед груп, що грали імпровізовану та експериментальну музику. Авторські твори Акцентів були інструментальними композиціями, часто досить значних форм, що характеризувалися зміною ритмічних малюнків і багатством імпровізацій. Гурт взяв участь у трьох виданнях фестивалю Сучасної Молодіжної Музики в Каліші. На останньому з них, в 1973 році в складі Лосовський, Ґонґалка, Руцкі (Łosowski, Gągałka, Rucki) група, виконуючи композиції Славка Лосовского „Bumerang”, „Siódme żebro” i „Zapylanie”, здобула найвищу нагороду. Крім того, Акценти чотири рази виступили у Вроцлаві на фестивалі Джаз над Одером (Jazz nad Odrą); в 1973 році гурт був там відзначений, а роком пізніше Славомір Лосовський отримав найвищу індивідуальну нагороду фестивалю.
Після нетривалого періоду імпровізаційної та експериментальної музики Лосовський вирішив повернутися до рокового коріння. В 1975 році він розпрощався зі своєю тогочасною ритмічною секцією (Ян Руцкі, Збігнев Ґура) і перебудував склад гурту. До групи було прийнято басиста-вокаліста Збігнева Сентовского. В осередку відпочинку на Кашубах лідер групи почув рокового перкусиста Яна Плюту, якому через кілька днів влаштував прослуховування і запропонував йому співпрацю. Гурт в складі Лосовський, Сентовський, Плюта з вересня почав виступи в клубі Рудий Кіт (Rudy Kot). Восени 1975 року Лосовський розстався з Сентовськийм і прийняв на його місце Вальдемара Ткачика (Waldemar Tkaczyk), а під кінець року запросив до співпраці й гітариста-вокаліста Ґжеґожа Скавіньского. Таким чином Лосовський сформував новий (на мою думку Золотий) склад Акцентів, який цілком і повністю відповідав обраному ним музичному напрямку. Гурт розпочав працю над репертуаром і, разом з тим, провадив концертну діяльність в молодіжних та студентських клубах.
В 1975 році Лосовський розпочав співпрацю з Балтійською Мистецькою Академією (Bałtycka Agencja Artystyczna) в Сопоті, що дало змогу давати більше концертів і отримати краще просування гурту. Лосовський в співпраці з Агенцією опрацював план просування гурту, елементом якого мала бути зміна назви гурту на більш сучасну. Рішення про зміну назви лідер прийняв 4 липня 1976 року під час живого виступу в програмі «Балтійський Музичний Форум» (Bałtyckie Forum Muzyczne) Радіо Ґданьск. Тоді гурт почав свій виступ як Акценти, а закінчив вже як Kombi.

### Золотий період (1976–1991)

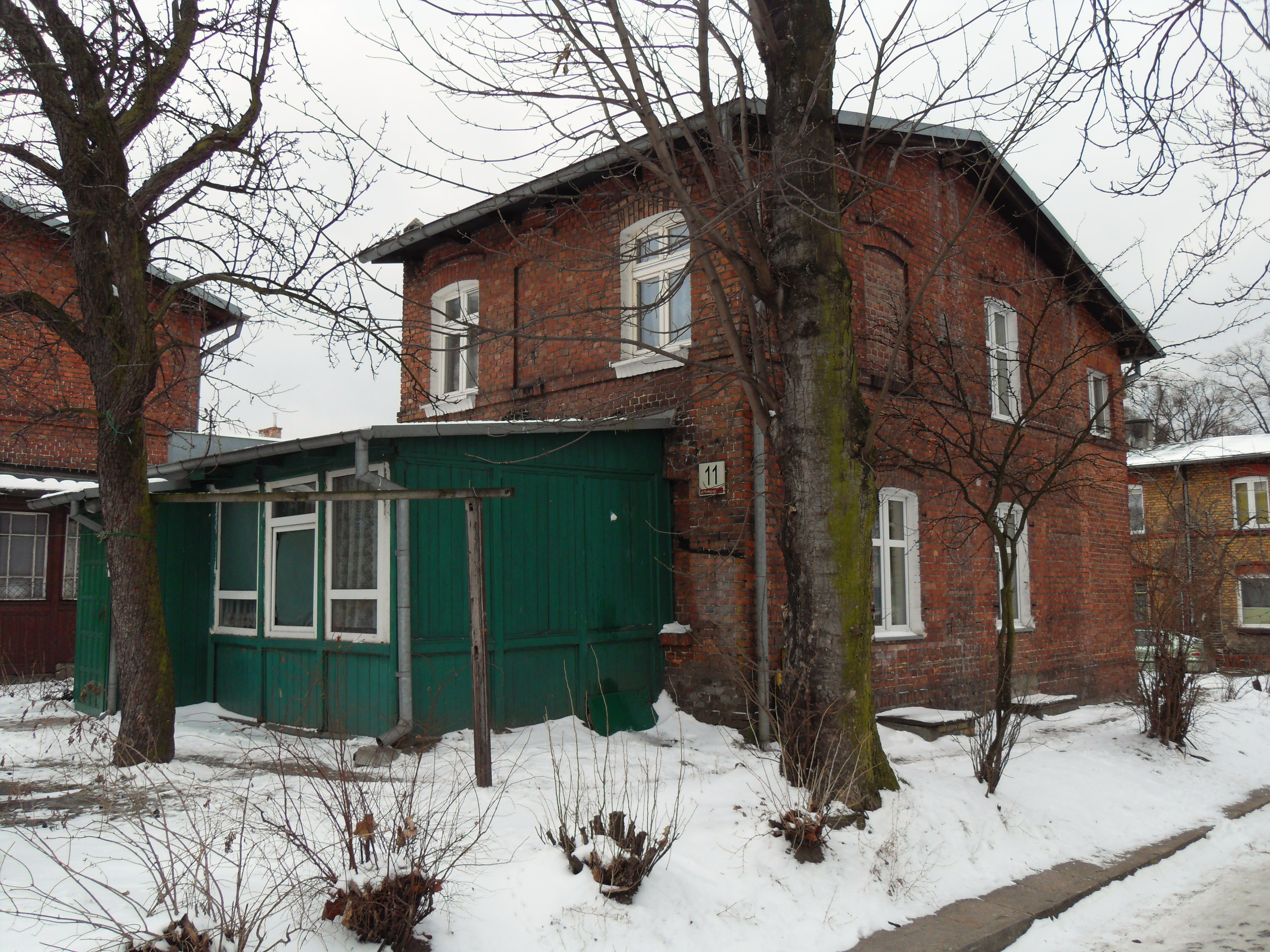
Будинок № 11 по вулиці Kolejarzy в Ґданьську, де в зеленій веранді до 1989 року мешкав Славомір Лосовський. Місце репетицій гурту.

Перший великий концерт під назвою Kombi гурт зіграв 2 серпня 1976 року в сопотській Лісовій Опері (Opera Leśna) на фестивалі „Pop Session”. В 1978 році Kombi разом з групами Exodus, Krzak i Heam виступили під час концертів «Музика Молодого Покоління» (Muzyka Młodej Generacji). В 1979 році гурт разом з такими виконавцями, як Exodus, Irjan, Krzak, Heam, Bogdan Gajkowski,  „Magiczna Maszyna” та Porter Band, виступив на Музичному Кемпінгу в Любані (в день концерту «Музика Молодого покоління»). В тому ж 1979 році вийшов у світ їхній дебютний сингл з інструментальною композицією „Wspomnienia z pleneru”. Наступний 1980 рік приніс перший лонгплей під назвою Kombi (більш відомий як «диск з мухою») на якому між іншими були „Hotel twoich snów”, „Przytul mnie”, „Wspomnienia z pleneru” і шалене соло на ударних Яна Плюти в композиції „Czy już koniec?” 7 червня 1980 року гурт виступив на фестивалі в Яроціні, де крім власних творів зіграв власну інтерпретацію пісні „Them Changes” з репертуару Карлоса Сантани та Бадді Майлза.
Другий альбом під назвою Королі життя (Królowie życia) був записаний на зламі 1980/1981 років. Між іншими композиціями на диску був титульний твір, а також інструментал „Bez ograniczeń”, який протягом довгого часу був музичним заголовком телепередачі 5-10-15. В 1981 році вийшов сингл з інструментальною композицією  „Taniec w słońcu” (проданий в кількості понад 250 тис. примірників), який був дуже популярним на дискотеках. До групи долучився новий перкусист – Єжи Пйотровський (Jerzy Piotrowski), а гурт вирушив у концертний тур за кордон.
В кінці 1982 року Kombi записали сингл з двома новими піснями „Inwazja z Plutona” i „Nie ma jak szpan”, а в 1983 році сингл з піснею „Linia życia” та інструменталом „Komputerowe serce”. Одночасно гурт записував матеріал на третій лонгплей під назвою Nowy rozdział. Ці записи були витримані в новій стилістиці, яка стала пізнаваним стилем Kombi. Лідер групи Славомір Лосовський при записі цього диску використовував революційні для того часу синтезатори Multimoog, Mini Korg 700s i Prophet 5, з власноруч створеними банками звуків, а Єжи Пйотровський партію ударних інструментів виконував на новітній електронній установці Simmons (model SDS V). Альбом, виданий у 1984 році став дуже успішним комерційно і містив між іншими такі хіти як „Słodkiego miłego życia”, „Nie ma zysku”, „Jej wspomnienie” i „Kochać cię – za późno”. На ХХІ Національному Фестивалі Польської Пісні в Ополі група отримала нагороду публіки за пісню „Słodkiego miłego życia” з якою їх неодноразово викликали на біс. Після фестивалю Славомір Лосовський налагодив співпрацю з лондонською фірмою Passion Records, результатом чого стала промоція гурту на музичних торгах  MIDEM в Каннах і запис англомовних версій кількох пісень з альбому Nowy rozdział, а також нових пісень „You Are Wrong” i „Obsession”. В листопаді того ж року було видано новий альбом групи під назвою Kombi 4, на якому знайшли місце хіти „Lawina - Kamień do Kamienia”, „Nasze randez-vous”, „Za ciosem cios”, „Black and White” i „Czekam wciąż”. При записі цього альбому Славомір Лосовський першим в Польщі використав семплер Ensoniq Mirage, за допомогою якого він записував і перетворював семпли власного голосу та звуків навколишнього середовища, які потім використав в композиціях „Za ciosem cios”, „Kombi-music” та „Black and White”. Крім зазначених вище при записі цього альбому було використано синтезатор Yamaha DX7 і перкусійний автомат Yamaha RX11. Вперше в Польщі було використано комп’ютер Commodore 64 як секвенсор MIDI.
В 1986 році з нагоди 10-річчя діяльності гурту під назвою Kombi відбулась серія з кількох десятків концертів в Польщі та за кордоном. Результатом цього турне стала концертна платівка 10 years – The best of Live, яка містила запис живого виступу в Сопоті. Того самого року з групи йде Єжи Пйотровський, а місце за ударною установкою знову посідає Ян Плюта. Невдовзі й він полишив гурт і з того часу Kombi почали виступати як тріо, а роль ритмічної секції було покладено на програмований лідером групи перкусійний автомат. Весною 1987 року відбулось перше турне групи по Північній Америці. Того ж року гурт відвідав з концертами Італію та Німеччину. Наступного року концертна траса музикантів проходила між іншими через Велику Британію та Грецію. В 1988 році група зареєструвала матеріал до п’ятого лонгплею, який отримав назву Tabu, в світ диск вийшов наступного 1989 року. Разом з іншими платівка містила хіти „Nietykalni – skamieniałe zło”, „Pamiętaj mnie”, а також – титульну композицію „Tabu – obcy ląd”. Обкладинка диску містила авторські малюнки лідера групи Славоміра Лосовского.

### П’ятнадцятиріччя гурту і припинення діяльності (1991-1995)
В 1991 році група відзначила п’ятнадцятиріччя діяльності під назвою KOMBI. З цієї нагоди було видано альбом The Best of Kombi, який містив 16 найвідоміших хітів в нових версіях, записаних в студії Славоміра Лосовского. В липні в Сопоті відбувся легендарний концерт з нагоди ювілею, який транслювався і записувався Польським Телебаченням. Вперше на цьому концерті місце перкусиста  зайняв син лідера й засновника  гурту Славоміра Лосовского - Томаш Лосовський. Під час події запрошеним музикантом виступив також і попередній перкусист Єжи Пйотровський. Концерт було записано в цифровому форматі й кілька разів перевидано на CD під назвами “Концерт 15-річчя» чи «Останній концерт».
На початку 1992 року гурт втретє виїхав в тур по Америці й саме там Скавінський та Ткачик повідомили лідера про своє рішення вийти зі складу групи і започаткувати свій авторський музичний проект під назвою Skawalker. KOMBI в складі з ними зіграли ще кілька анонсованих раніше концертів. По поверненні в Польщу Славомір Лосовський почав працювати над поповненням складу гурту прослуховуючи кандидатів на заміщення музикантів, що полишили групу. Але того разу планам на відновлення гурту збутися завадило раптове загострення хвороби дружини Славоміра Луції Лосовскої, яка з початку 90-х хворіла на розсіяний склероз. Славомір Лосовський з головою поринув у свої родинні проблеми і був змушений повідомити про припинення діяльності гурту KOMBI.
В 1993-1994 роках Славомір Лосовський разом з сином записав раніше підготований матеріал для інструментального альбому Nowe narodziny. Платівка була витримана в характерному для KOMBI звучанні, яке нагадувало звучання гурту на піку своєї творчості. При записі всіх композицій цього альбому вперше Славомір Лосовський відмовився від гітари. В ролі басиста виступив запрошений Лукаш Рутковський. Диск було видано на лейблі X-Serwis в 1995 році, але ця подія не стала поверненням Лосовского до музичної діяльності.

### Повернення Лосовского та реактивація Kombi (від 2004)
На численні прохання фанів, своїм концертом „Nowe narodziny” в Лебі Лосовський відновив діяльність гурту. За рік до цього три колишні музиканти KOMBI: Гжегож Скавінський, Вальдемар Ткачик та Ян Плюта утворили гурт під напрочуд схожою назвою Kombii. У своїх виступах новостворена група, нехтуючи засадничими положеннями авторського права, використовувала композиції з творчого доробку Славоміра Лосовского.

### Новітні часи (від 2015)
2 грудня 2015 року в мережі з'явився сингл, який оголошував появу нового студійного альбому групи. 18 серпня 2015 року після тривалої хвороби померла дружина Славоміра Лосовского Луція, яка у 80-х роках співала у KOMBI. 22 січня 2016 року відбулась прем'єра альбому під назвою Nowy album. Черговим промоційним синглом стала композиція „Miłością zmieniaj świat” за сесійної участі репера Якуба Ґолдина.

## Музиканти

### Актуальний склад
- Славомір Лосовський – лідер, клавішні інструменти (від 1969), вокал (1970–1975, 1983), електронна перкусія (1986–1990)
- Томаш Лосовський – перкусія (від 1991)
- Збігнев Філь – вокал, семплер, ритм-гітара (від 2005)
- Кароль Козловський – бас-гітара (від 2014)

### Колишній склад
- Ян Шварц – вокал (1969)
- Яцек Томашевскі – бас-гітара (1969)
- Лех Баделек – гітара (1969–1970)
- Анджей Кись – перкусія (1969–1971)
- Хенрик Сікора – бас-гітара (1970)
- Пйотр Гонгалка – бас-гітара (1971–1974)
- Ян Руцкі – перкусія (1972–1974)
- Збігнев Ґура – бас-гітара (1975)
- Збігнев Сеннтовський – вокал, бас-гітара (1975)
- Ян Плюта – перкусія (1975–1976, 1978–1981, епізодично 1986-1989)
- Ґжеґож Скавінський – вокал, гітара (1975–1992)
- Вальдемар Ткачик – бас-гітара, електронна перкусія (1975–1992)
- Бенедикт Мусьол – перкусія (1977)
- Маріуш Бриль – перкусія (1977)
- Ришард Ґембура – перкусія (1977–1979)
- Пшемислав Пахль – перкусія (1980)
- Єжи Пйотровський – перкусія (1981–1982, 1983–1986, сесійно 28 липня 1991)
- Збігнев Крашевскі – перкусія (1982)

## Дискографія

### Студійні альбоми
| Назва              | Реквізити альбому                                     |
| ------------------ | ----------------------------------------------------- |
| Kombi              | Дата: червень 1980 Видавець: Pronit                   |
| Królowie życia     | Дата: 1981 Видавець: Wifon                            |
| Nowy rozdział      | Дата: червень 1984 Видавець: Polskie Nagrania "Muza"  |
| Kombi 4            | Дата: листопад 1985 Видавець: Polskie Nagrania "Muza" |
| Tabu               | Дата: червень 1989 Видавець: Polskie Nagrania "Muza"  |
| Nowe narodziny     | Дата: 1995 Видавець: X-Serwis                         |
| Zaczarowane miasto | Дата: 13 липня 2009 Видавець: MTJ                     |
| Nowy album         | Дата: 22 січня 2016 Видавець: Fonografika             |

### Концертні альбоми
| Назва                               | Реквізити альбому                   |
| ----------------------------------- | ----------------------------------- |
| 10 Years - The Best of Kombi - Live | Дата: 1986 Видавець: Wifon          |
| Koncert 15-lecia                    | Дата: 1993 Видавець: AGM Produktion |
| Live                                | Дата: 20 грудня 2013 Видавець: MTJ  |
| Koncert 40-lecia                    | Дата: 12 червня 2017 Видавець: MTJ  |

### Компіляції
- Muzyka Młodej Generacji (1979)
- Instrumental Hits (1985)
- The Best Of (1985)
- 15 lat (1990)
- The Best of Kombi (1991)
- '79-'81 (1992)
- The Singles (1993)
- Gold (1998)
- Złota kolekcja: Słodkiego miłego życia (2000)
- Gwiazdy polskiej muzyki lat 80. (2007)
- The Best – Nie ma zysku (2008)
- Tylko polskie piosenki: Nasze rendez-vous (2011)
- Kolory muzyki (2013)
- Bursztynowa kolekcja: The very best of Kombi (2015)
- Bez ograniczeń energii 5-10-50 (2019)

### Сингли
- „Wspomnienia z pleneru” / „Przeciąg” (1979)
- „Hej rock and roll” / „Przytul mnie” (1980)
- „Hotel Twoich snów” / „Przytul mnie” (1980)
- „Taniec w słońcu” / „Królowie życia” (1981)
- „Wejdź siostro” (1981)
- „Victoria Hotel” / „Open-air Remembrance” (1981)
- „Spring in Poland” / „Dance in the Sunshine” (1982)
- „Inwazja z Plutona” / „Nie ma jak szpan” (1983)
- „Linia życia” / „Komputerowe serce” (1983)
- „Słodkiego miłego życia” / „Nie ma zysku” (1984)
- „You Are Wrong” – club mix / „You Are Wrong” – instrumental (1986)
- „Niebo, które czeka” (2007)
- „Miłość to dwoje nas” (2008)
- „Pekin” – digital sound (2008)
- „Czerwień i czerń” (2009)
- „Biała perła – mój żaglowiec” (2010)
- „Jaki jest wolności smak” (2014)
- „Na dobre dni” (2015)
- „Miłością zmieniaj świat” (2016)
- „Nowy rozdział” (2017)
- „Niech noc połączy” (2018)
- „Polska drużyna” (2018)
- „Przybieżeli do Betlejem” (2018)
- „Bez ograniczeń energii 5-10-50” (2019)
- „Jaki jest wolności smak – Spox Remix” (2019)
- „Minerał życia” (2021)